# Константин Вафидис (митрополит)
 Тази статия е за митрополита.  За просветния деец и революционер от Бер вижте Константинос Вафидис (учител).  
Константин (на гръцки: Κωνσταντίνος, Константинос) е гръцки духовник, митрополит на Цариградската патриаршия.

## Биография
Роден е в цариградския квартал Екси Мармара с фамилията Вафидис (Βαφείδης) в 1847 или около 1849 година в семейството на Йоан и Томаида Вафидис, гърци от Лозенград. Брат е на Филарет Вафидис. В 1868 или в 1869 година завършва богословското училище на Халки с дисертация „Περί της διά του Ελληνισμού Ευαγγελικής του κόσμου προπαρασκευής“. След това учи четири години в Киевската духовна академия. От 1870 или 1872 до 1878 преподава на Халки догматично богословие и църковнославянски език. В 1879 година е назначен наместник на гръцката община в Калкута, Индия.
В 1881 година се връща в Цариград и е назначен за директор на училищата на Константинополската архиепископия. На 8 септември или 3 октомври 1885 година в цариградската катедрала „Свети Георги“ е ръкоположен за маронийски митрополит. Ръкополагането е извършено от митрополит Никодим Кизически в съслужение с митрополитите Натанаил Серски, Прокопий Мелнишки, Антим Дебърски и Гавриил Самоски.
На 18 октомври 1888 година заема митрополитския престол в Сяр.
На 2 януари 1892 година или на 1 февруари 1892 година става митрополит на Никополската и Превезка епархия.
От 1 август 1896 до смъртта си в 1899 година е димотишки митрополит.